# Дизендорф, Виктор Фридрихович
Виктор Фридрихович Дизендорф (нем. Viktor Diesendorf; 28 апреля 1951, Киселёвск, Кемеровская область, РСФСР, СССР — 28 апреля 2025, Роттенбург-ам-Неккар, Баден-Вюртемберг, Германия) — советский, российский и немецкий историк, переводчик и общественный деятель. Автор, редактор, издатель работ по проблемам российских немцев. Председатель Межгосударственного объединения немцев бывшего СССР «Видергебурт» (1993—1995), председатель Общества немцев Российской Федерации «Видергебурт» (1997—1999).

## Биография
Родители — уроженцы г. Марксштадта (АССР Немцев Поволжья), в сентябре 1941 года выселены в Алтайский край. Многие годы спустя, в 2016 году, В. Ф. Дизендорф издал многотомный «Словарь немецко-поволжского марксштадтского диалекта».
Окончил экономический факультет Ленинградского университета, специализировался по экономической истории ФРГ. Работал экономистом в г. Кемерово, преподавал экономические дисциплины в кемеровских вузах.
С 1989 года участвовал в национальном движении российских немцев. Делегат трёх общенациональных съездов (1991—1993). С 1991 года — заместитель председателя Межгосударственного совета российских немцев, сотрудник штаб-квартиры общества «Возрождение» («Видергебурт») в Москве (1991—1999), заместитель председателя общества (1991—1993). С 1999 года — сотрудник Общественной Академии наук российских немцев в Москве.
В 2007 году выехал в Германию. Проживал в г. Роттенбург (Баден-Вюртемберг). Умер в свой 74-й день рождения 28 апреля 2025 года.

## Научная деятельность
Основные направления научных исследований: современное национальное движение российских немцев, немецкие населенные пункты в России (СССР), законодательство о российских немцах, демографическая история российских немцев. Автор книг: «Прощальный взлет. Судьбы российских немцев и наше национальное движение» (М., 1997), «Десять лет в „Возрождении“» (М., 2000), «Немецкие населенные пункты в СССР до 1941 г. Справочник» (М., 2002), «Немецкие населенные пункты в Российской империи. Справочник» (М., 2006), «Немцы России: населенные пункты и места поселения. Энциклопедический словарь» (М., 2006). Составитель книг: «Чрезвычайный съезд немцев СССР. Москва, 12-15 марта 1991 года. Документы и материалы» (М., 1997), «Немцы в истории России. Документы высших органов власти и военного командования. 1652—1917» (М., 2006) и др.
Перевёл с немецкого языка 4 книги по военной и российской истории (изданы в Москве в 2004-06 гг.).